# Năm anh em siêu nhân (phim)
Năm anh em siêu nhân (tên gốc tiếng Anh: Power Rangers) là một phim điện ảnh siêu anh hùng của Mỹ năm 2017 được dựa theo bộ nhân vật cùng tên do John Gatins biên kịch và Dean Israelite đạo diễn. Đây là phim điện ảnh thứ ba của thương hiệu Power Rangers, đồng thời cũng là phim điện ảnh làm lại với các nhân vật chính trong Mighty Morphin Power Rangers, được thủ vai bởi dàn diễn viên mới. Năm anh em siêu nhân có sự tham gia diễn xuất bởi Dacre Montgomery, Naomi Scott, RJ Cyler, Becky G, Ludi Lin, Bill Hader, Bryan Cranston và Elizabeth Banks. Trong phim, năm học sinh trung học được Zordon tập hợp thành một đội nhằm ngăn chặn hiểm họa từ nữ chúa quái vật Rita Repulsa.
Đây là phim điện ảnh bom tấn đầu tiên có sự góp mặt của các nhân vật siêu anh hùng đồng tính và tự kỷ. Nhà sáng tạo thương hiệu Haim Saban cũng trở lại với vai trò sản xuất cùng công ty đầu tư của ông. Năm anh em siêu nhân được ra mắt tại Rạp Regency Village ở Los Angeles vào ngày 22 tháng 3 năm 2017 và khởi chiếu tại Mỹ cũng như Việt Nam vào ngày 24 tháng 3 năm 2017. Phim nhận được nhiều ý kiến khác nhau từ giới phê bình điện ảnh và đã thu về tổng cộng hơn 61 triệu USD trên toàn thế giới.

## Nội dung
Ở thời kỳ Đại Tân sinh, một nhóm sáu chiến binh Power Rangers được giao nhiệm vụ bảo vệ sự sống trên Trái đất và viên Pha lê Zeo. Tuy nhiên, Siêu nhân Xanh lục Rita Repulsa (Elizabeth Banks) đã phản bội lại họ. Siêu nhân Đỏ Zordon (Bryan Cranston) vẫn sống sót sau đòn tấn công của Rita, anh đã giấu kín các nguồn năng lượng Ranger, còn gọi là các Đồng xu Năng lượng, đồng thời ra lệnh cho Alpha 5 thực hiện một chiêu thức đưa thiên thạch rơi xuống Trái Đất, đưa Rita xuống đáy biển sâu, đồng thời hủy diệt toàn bộ giống loài khủng long.
Thế kỷ 21 tại trường Trung học Angel Grove, năm học sinh là Jason Scott (Dacre Montgomery), Kimberly Hart (Naomi Scott), Billy Cranston (RJ Cyler), Trini Kwan (Becky G) và Zack Taylor (Ludi Lin) vô tình tìm được các Đồng xu Năng lượng và hấp thu nguồn sức mạnh bí ẩn. Qua đó, họ sở hữu năng lực vượt trội người thường. Các siêu nhân thế hệ mới tìm thấy Zordon và được ông tiết lộ mụ phù thủy Rita đã tỉnh dậy, chuẩn bị tấn công Trái đất lần nữa. Trọng trách bảo vệ thế giới được đặt lên vai những người hùng bất đắc dĩ.

## Diễn viên
- Dacre Montgomery vai Jason Scott / Siêu nhân Đỏ
- Naomi Scott vai Kimberly Hart / Siêu nhân Hồng
- RJ Cyler vai Billy Cranston / Siêu nhân Xanh lam
- Becky G vai Trini Kwan / Siêu nhân Vàng
- Ludi Lin vai Zack Taylor / Siêu nhân Đen
- Bill Hader lồng tiếng cho Alpha 5
- Bryan Cranston lồng tiếng cho Zordon
- Elizabeth Banks vai Rita Repulsa
- David Denman vai Sam Scott
- Caroline Cave vai Beverly Scott
- Anjali Jay vai Maddy Hart
- Patrick Sabongui vai bố của Trini
- Erica Cerra vai mẹ của Trini.
- Kayden Magnuson vai Pearl Scott
- Sarah Grey vai Amanda Clark
- Emily Maddison vai Rebecca
- Jaime Callica vai Officer Bebe
- Matt Shively vai Damo
- Garry Chalk vai Đội trưởng Bowen
- Fred Tatasciore lồng tiếng cho Goldar

## Sản xuất

### Phát triển
Hai hãng phim Saban Capital Group và Lionsgate cùng xác nhận việc thực hiện dự án phim Năm anh em siêu nhân vào tháng 5 năm 2014, với dự định cho Roberto Orci đảm nhiệm vị trí sản xuất. Tuy nhiên sau đó Orci đã rời dự án để làm việc cho Star Trek: Không giới hạn. Ashley Miller và Zack Stentz được thuê để thực hiện phần kịch bản của phim. Ngày 10 tháng 4 năm 2015, trang TheWrap xác nhận Dean Israelite đang trong quá trình đàm phán cho vị trí đạo diễn của Năm anh em siêu nhân. Israelite sau đó tiết lộ với IGN trong một bài phỏng vấn rằng bộ phim "chắc chắn sẽ vui vẻ, và sẽ cần phải vui và vui hơn nữa. Nhưng cũng giống như Project Almanac, phim cũng cần có sự đúng đắn, theo kịp thời đại và phải có một khía cạnh riêng, và một khí phách riêng." Israelite cũng nói thêm rằng phim điện ảnh Năm anh em siêu nhân sẽ mới mẻ hơn so với loạt phim truyền hình gốc, đào sâu hơn vào các nhân vật cùng với kết cấu chặt chẽ hơn. Nhà soạn nhạc Brian Tyler sẽ đóng góp phần nhạc nền cho phim.

### Tuyển diễn viên

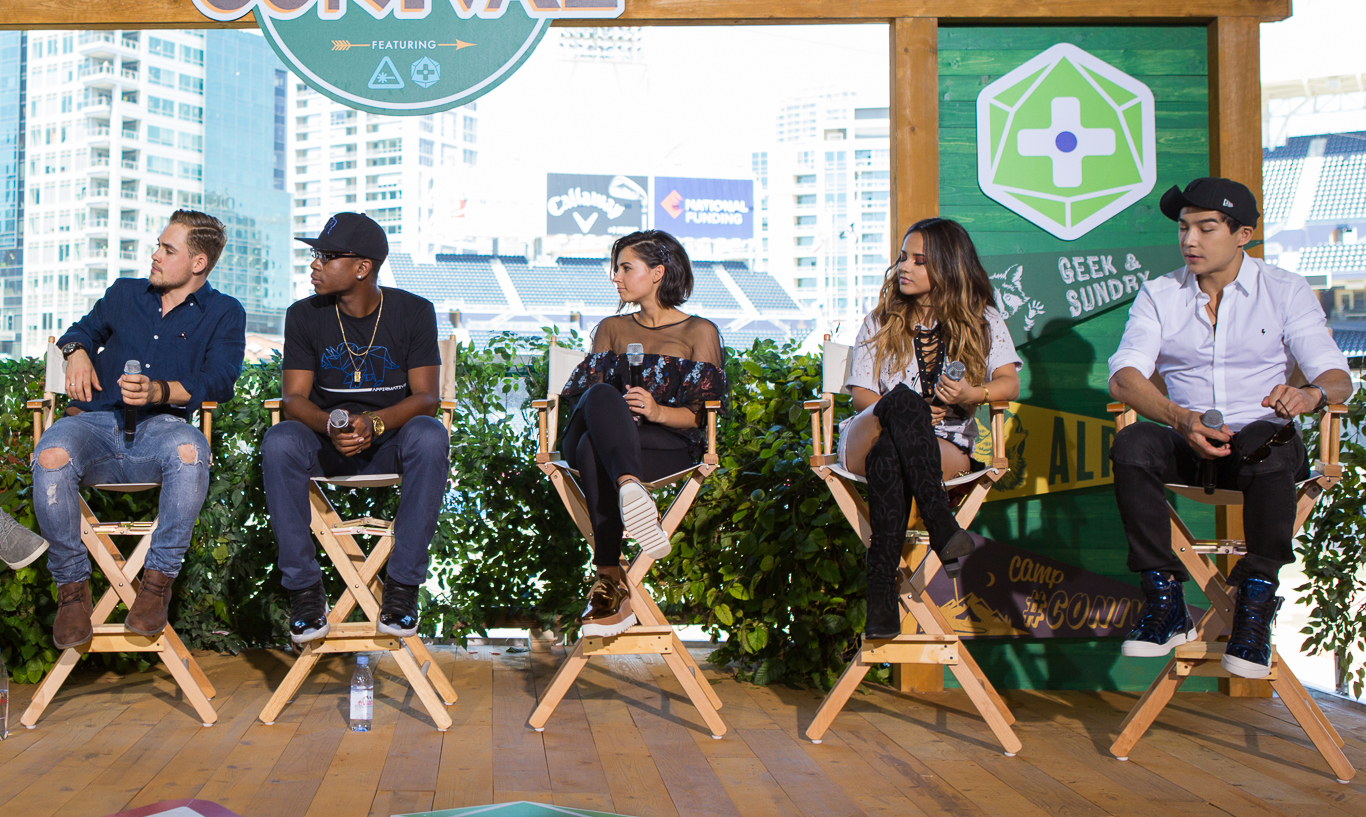
Dàn diễn viên đang bình luận với nhau tại Petco Park trong sự kiện San Diego Comic-Con 2016. Từ trái sang: Dacre Montgomery, RJ Cyler, Naomi Scott, Becky G và Ludi Lin.

Các diễn viên bắt đầu thử vai cho năm Power Ranger vào ngày 2 tháng 10 năm 2015. Ngày 7 tháng 10 năm 2015, Naomi Scott được tuyển vào vai diễn Kimberly. Các ngôi sao mới nổi như Dacre Montgomery, Ludi Lin và RJ Cyler sau đó được tuyển lần lượt vào các vai Jason, Zack, và Billy. Cuối tháng đó, Becky G được chọn vào vai Trini. Khi nhắc đến công tác tuyển diễn viên cho năm Ranger, đạo diễn Dean Israelite chia sẻ, "Từ những ngày đầu tiên, sự đa dạng sắc tộc là một yếu tố rất quan trọng trong cả quá trình," chính vì vậy nên khi sắc tộc của mỗi nhân vật được thay đổi, anh phát biểu thêm "Chúng tôi sẽ đảm bảo rằng bản chất của mỗi nhân vật đều trùng khớp với loạt phim truyền hình gốc, và đây chắc chắn sẽ là câu chuyện về sự khởi nguồn của các nhân vật." Ngày 2 tháng 2 năm 2016, Elizabeth Banks chính thức được xác nhận vào vai Rita Repulsa. Bốn tháng sau, Bryan Cranston, người lồng tiếng cho nhân vật Twin Man và Snizard trong phim truyền hình gốc, được xác nhận sẽ đảm nhiệm vai diễn Zordon. Cranston cũng tiết lộ rằng ông sẽ thực hiện vai diễn qua công nghệ ghi hình chuyển động và công nghệ CGI. Tháng 9 năm 2016, Walter Emanuel Jones, diễn viên thủ vai Zack trong loạt phim gốc, phát biểu rằng sẽ không có một diễn viên cũ nào sẽ xuất hiện trong phim, dù có là trong vai trò khách mời đi chăng nữa. Cuối tháng đó, cây hài Bill Hader được công bố sẽ đảm nhiệm vai diễn Alpha 5. Tới tháng 3 năm 2017, tin tức cho biết Amy Jo Johnson và Jason David Frank, diễn viên thủ hai vai diễn Kimberly và Tommy trong phim truyền hình gốc, sẽ xuất hiện dưới vai trò khách mời trong phim, dù cho trước đó Jones lại phát biểu điều ngược lại.

### Quay phim
Quá trình quay phim ban đầu được dự định tiến hành vào tháng 1 năm 2016 nhưng sau đó lại được rời ngày bắt đầu sang 29 tháng 2 năm 2016 tại Vancouver. Ngày 28 tháng 5 năm 2016, công tác quay phim chính thức hoàn tất. Các cảnh quay thêm được tiến hành trong tháng 10 năm 2016.

### Âm nhạc
Album nhạc phim chính thức, với phần nhạc nền được biên soạn bởi nhà soạn nhạc Brian Tyler, được phát hành trên các kênh nhạc số vào ngày 24 tháng 3 năm 2017, và dưới định dạng CD truyền thống vào ngày 4 tháng 4, phân phối bởi Varèse Sarabande.
Danh sách bài hát
Tất cả nhạc phẩm được soạn bởi Brian Tyler.
| Power Rangers (Original Motion Picture Soundtrack) | Power Rangers (Original Motion Picture Soundtrack)               | Power Rangers (Original Motion Picture Soundtrack) |
| STT                                                | Nhan đề                                                          | Thời lượng                                         |
| -------------------------------------------------- | ---------------------------------------------------------------- | -------------------------------------------------- |
| 1.                                                 | "Power Rangers Theme"                                            | 4:22                                               |
| 2.                                                 | "Seek Those Who Are Worthy"                                      | 2:48                                               |
| 3.                                                 | "Zordon Awakes"                                                  | 2:13                                               |
| 4.                                                 | "It's Morphing Time!"                                            | 3:19                                               |
| 5.                                                 | "Destiny"                                                        | 2:18                                               |
| 6.                                                 | "Confessions"                                                    | 4:22                                               |
| 7.                                                 | "Megazord"                                                       | 4:20                                               |
| 8.                                                 | "United"                                                         | 2:46                                               |
| 9.                                                 | "Birth of a Legend"                                              | 4:10                                               |
| 10.                                                | "Metamorphosis"                                                  | 2:39                                               |
| 11.                                                | "Goldar"                                                         | 2:01                                               |
| 12.                                                | "The Morphing Grid"                                              | 3:58                                               |
| 13.                                                | "The Zords"                                                      | 2:33                                               |
| 14.                                                | "Let's Ride"                                                     | 2:19                                               |
| 15.                                                | "You Were Born for This"                                         | 2:03                                               |
| 16.                                                | "Reflection"                                                     | 2:13                                               |
| 17.                                                | "The Lost Ship"                                                  | 2:59                                               |
| 18.                                                | "Be Who You Want to Be"                                          | 2:06                                               |
| 19.                                                | "Hold The Line"                                                  | 3:36                                               |
| 20.                                                | "This Is What Matters"                                           | 2:04                                               |
| 21.                                                | "Trespassing"                                                    | 1:03                                               |
| 22.                                                | "Rita"                                                           | 2:28                                               |
| 23.                                                | "Square One"                                                     | 1:11                                               |
| 24.                                                | "Power On"                                                       | 2:33                                               |
| 25.                                                | "Together We Stand"                                              | 2:19                                               |
| 26.                                                | "The Final Stand"                                                | 2:45                                               |
| 27.                                                | "Go Go Power Rangers – End Titles"                               | 2:59                                               |
| 28.                                                | "Give It All" (With You. hợp tác với Santigold và Vince Staples) | 3:14                                               |

## Phát hành
Ban đầu, Năm anh em siêu nhân được lên lịch khởi chiếu vào ngày 22 tháng 7 năm 2016, Lionsgate sau đó đã dời ngày chiếu sang 24 tháng 3 năm 2017. Toàn bộ năm nhân vật chính từ phim truyền hình gốc đều tham dự sự kiện ra mắt phim tại Los Angeles vào ngày 22 tháng 3 năm 2017. It was the first time they had been together publicly since 1995.

### Quảng bá
Ngày 3 tháng 3 năm 2016, Lionsgate đăng tải bức ảnh chính thức đầu tiên của năm Ranger, và tháng kế tiếp, hãng phim cho ra mắt hình ảnh đầu tiên của Banks trong vai diễn Rita Repulsa. Ngày 5 tháng 5 năm 2016, Lionsgate đăng tải những bức hình đầu tiên về năm bộ trang phục của năm nhân vật. Về các bộ trang phục này, đạo diễn Dean Israelite phát biểu, "Bộ phim nói về những đứa trẻ tuổi mới lớn, về sự biến hình, bởi vậy nên các bộ phục trang sẽ là những thứ được xúc tác bởi lũ trẻ và sức mạnh, tinh thần của chúng"; trong khi đó, nhà thiết kế Andrew Menzies bình luận rằng những bộ đồ này là "những bộ trang phục ngoài hành tinh sẽ phát triển theo dáng người, hoàn toàn không phải do con người tạo ra." Áp phích teaser đầu tiên được ra mắt vào tháng 6, và thêm nhiều áp phích khác trong tháng 7, 9 và 10. Ngày 8 tháng 10 năm 2016, một trailer mang tên Discover The Power được ra mắt.
Nhằm mục đích quảng bá cho phim, trang web giả tưởng Thời báo Trường Trung học Angel Grove cũng được khởi tạo, cùng với trang web chính thức của Năm anh em siêu nhân, với tính năng tạo ảnh GIF cho phép người dùng tạo ra các bức ảnh động cắt từ các phân cảnh trong teaser trailer. Ngoài ra hãng Bandai cũng có phát triển dòng đồ chơi riêng cho phim, cùng nhiều mặt hàng hàng hóa khác.

### Video game
Lionsgate và Saban đã hợp tác với nWay Games cho ra ứng dụng trò chơi trên điện thoại mang tên Power Rangers: Legacy Wars vào ngày 24 tháng 3 năm 2017, cùng thời điểm phim điện ảnh được công chiếu. Trò chơi được bày bán trên cả Android và Apple Store và đã lọt vào top các ứng dụng miễn phí trên Apple Store, cũng như vị trí top 3 trên Google Play Store.

### Phương tiện tại gia
Năm anh em siêu nhân được phát hành dưới định dạng phim số Digital HD vào ngày 13 tháng 6 năm 2017, và dưới định dạng đĩa Blu-ray và DVD vào ngày 27 tháng 6 năm 2017.

## Tiếp nhận

### Doanh thu phòng vé
Năm anh em siêu nhân thu về tổng cộng 85,3 triệu USD tại thị trường Mỹ và Canada, và 54,8 triệu USD tại các khu vực khác, với tổng doanh thu toàn cầu đạt mức 140,2 triệu USD, trong khi phần kinh phí làm phim là 100 triệu USD.
Tại Mỹ và Canada, Năm anh em siêu nhân được khởi chiếu cùng thời điểm với Mầm sống hiểm họa, CHiPs và Wilson, và được dự đoán sẽ thu về 30–35 triệu USD từ 3.693 rạp chiếu trong dịp cuối tuần công chiếu. Phim thu về 3,6 triệu USD trong suất chiếu đêm thứ năm và 15 triệu USD trong ngày đầu ra mắt. Doanh thu ra mắt ba ngày cuối tuần phim công chiếu là 40,3 triệu USD, xếp thứ nhì về doanh thu phòng vé sau Người đẹp và quái vật (90,4 triệu USD). Độ tuổi khán giả xem phim khá phân tán, chủ yếu là trong khoảng 18–34 tuổi. Trong dịp cuối tuần thứ hai phim thu về 14,5 triệu USD (giảm 64%), kết thúc thứ 4 trên bảng xếp hạng doanh thu phòng vé.

### Đánh giá chuyên môn
Năm anh em siêu nhân nhận được nhiều ý kiến hỗn tạp từ giới phê bình. Trên trang web Rotten Tomatoes, phim nhận được mức đánh giá 46% dựa trên 128 bài phê bình, với số điểm trung bình là 5,1/10. Trang web này nhận định, "Năm anh em siêu nhân chẳng có chút vui vẻ nào như bản phim truyền hình trước đây của nó, mà cũng chẳng phải một phim hành động bom tấn như các phim siêu anh hùng đối thủ, và buồn hơn là nó cũng chẳng vào guồng như những khoảnh khắc biến hình tuy cổ lỗ sĩ mà tuyệt vời trước đây." Trên trang Metacritic, phim nhận được số điểm 44 trên 100, dựa theo 30 nhà phê bình, với các ý kiến trung bình và hỗn tạp. Khán giả trên trang CinemaScore chấm cho phim điểm "A" trên thang điểm từ A+ tới F.

## Phần tiếp nối
CEO của Lionsgate, ông Jon Feltheimer phát biểu, "Có thể thấy là chúng tôi sẽ làm tiếp năm hay sáu hay bảy phần nữa." Ngày 22 tháng 3 năm 2017, Haim Saban nói chi tiết hơn rằng ông và Lionsgate đã có sẵn cốt truyện cho sáu phần tiếp theo. Tuy nhiên vào tháng 5 năm 2017, tạp chí Forbes nhận định rằng sẽ rất khó để có thể thực hiện các phần phim kế tiếp do biểu diễn thương mai của phim tại phần lớn các thị trường đều rất thất bại. Dẫu vậy vào cuối tháng đó, thông tin cho rằng các phần tiếp theo có thể sẽ vẫn được bật đèn xanh do lượng hàng hóa ăn theo phim được bán ra khá khả quan.